# Аккрская митрополия
А́ккрская митропо́лия (греч. Ιερά Μητρόπολη Άκκρας) — епархия Александрийской православной церкви с кафедрой в городе Аккре, Республика Гана. В юрисдикцию епархии входят Гана, Кот-д'Ивуар, Мали и Буркина-Фасо.

## История
Появление православия в Западной Африке связано с приездом сюда в конце XIX — начале XX века греческих эмигрантов. В 1920-е годы после выселения греков из Малой Азии число греческих общин увеличилось. В 1956 году в Западной Африке действовало 4 греческих православных прихода.
28 ноября 1958 года на заседании Священного Синода Александрийского Патриархата было принято решение о создании Аккроской и Западноафриканской митрополии (Μητροπόλεως Άκκρας και Δυτικής Αφρικής), которая (наряду с Центральноафриканской и Восточноафриканской митрополиями) была выделена из обширной Йоханнесбургской митрополии. 23 января 1959 года был издан Патриарший и Синодальный томос о создании Аккрской и Западноафриканской митрополии. На 1963 год митрополия насчитывала 8 храмов, в которых служили 4 иерея.
В середине 1970-х годов кафедра епархии находилась в Яунде, в Камеруне, в её ведение входили 22 страны. Основной паствой изначально были греки, но их численность постепенно уменьшалась. С 1975 года в Западной Африке активизировалась православная миссионерская деятельность среди местного населения. 28 ноября 1994 года Аккрская митрополия была переименована в Камерунскую.
23 сентября 1997 года патриаршим и синодальным указом Александрийской Православной Церкви была образована Ганская епископия с кафедрой в Аккре. В её ведение вошли Гана, Кот-д'Ивуар, Буркина-Фасо, Мали, Либерия, Сьерра-Леоне, Гвинея, Гвинея-Бисау, Гамбия, Сенегал и Кабо-Верде.
6 октября 2009 года епархия была возведена в ранг митрополии и переименована в Аккрскую.
7 октября 2010 года из её состава была выделена самостоятельная Сьерра-Леонская епархия в пределах Сьерра-Леоне, Либерии, Гвинеи, Гвинеи-Бисау, Гамбии и Сенегала и Кабо-Верде. После этого в юрисдикции Аккрской митрополии остались Гана, Кот-д’Ивуар, Мали и Буркина-Фасо.
По данным Аккрской митрополии в 2011 году в епархии насчитывался 31 приход, 36 храмов, 1 миссионерский центр, 26 священников (из них 23 в браке, 1 на покое), 14 катехизаторов.

## Архиереи
- Евстафий (Эфстафиу) (25 января 1959 — 26 ноября 1976)
- Ириней (Таламбекос) (26 ноября 1976 — 14 июня 1990)
- Петр (Папапетру) (14 июня 1990 — 28 ноября 1994)
- Пантелеимон (Лабадариос) (30 ноября 1999 — 27 октября 2004)
- Дамаскин (Папандреу) (30 октября 2004 — 7 октября 2010)
- Георгий (Владимиру) (7 октября 2010 — 21 ноября 2012)
- Савва (Химонеттос) (21 ноября 2012 — 24 ноября 2015)
- Наркисс (Гаммох) (24 ноября 2015 — 9 октября 2019)
- Петр (Паргинос) (6 декабря 2019 — 15 февраля 2024)
- Даниил (Биазис) (с 15 февраля 2024)